# Принцесс Кейс

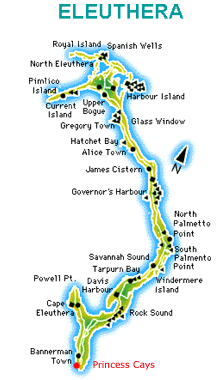

Принцесс Кейс (англ. Princess Cays) - морской курорт на Багамских островах, в Карибском море.

## Общие сведения
Место туристического отдыха Принцесс Кейс расположено на крайнем юге острова Эльютера, и представляет собой песчаные пляжи в окружении тропической растительности. Близ пляжей находятся вся необходимая сфера обслуживания, а также многочисленные торговые точки, продающие еду, напитки, сувениры, предметы одежды и прочее. Расчётная денежная единица - доллар США. Принцесс Кейс предназначен в первую очередь для обслуживания круизных лайнеров, останавливающихся в прибрежных водах и катерами доставляющих пассажиров на берег (фирмы Princess Cruises, Costa Cruises и др.). В то же время на берегу имеются и оборудованные бунгало, пляжные домики и кабаньяс, предназначенные для временного проживания туристов. Общая площадь курорта составляет 0,16 км².
Пляжи оборудованы волейбольными и баскетбольными площадками. Ровный тропический климат, белоснежный песок и кристально-прозрачная вода предлагают возможности для подводного плавания, водных лыж, плаваний под парусом и на каяке, других видов водного отдыха. Средняя температура воздуха в январе составляет 24-25°С, в июле - 27-28°С. От столицы Багамских островов, Нассау, Принцесс Кейс находится на расстоянии 80 километров.

## Галерея

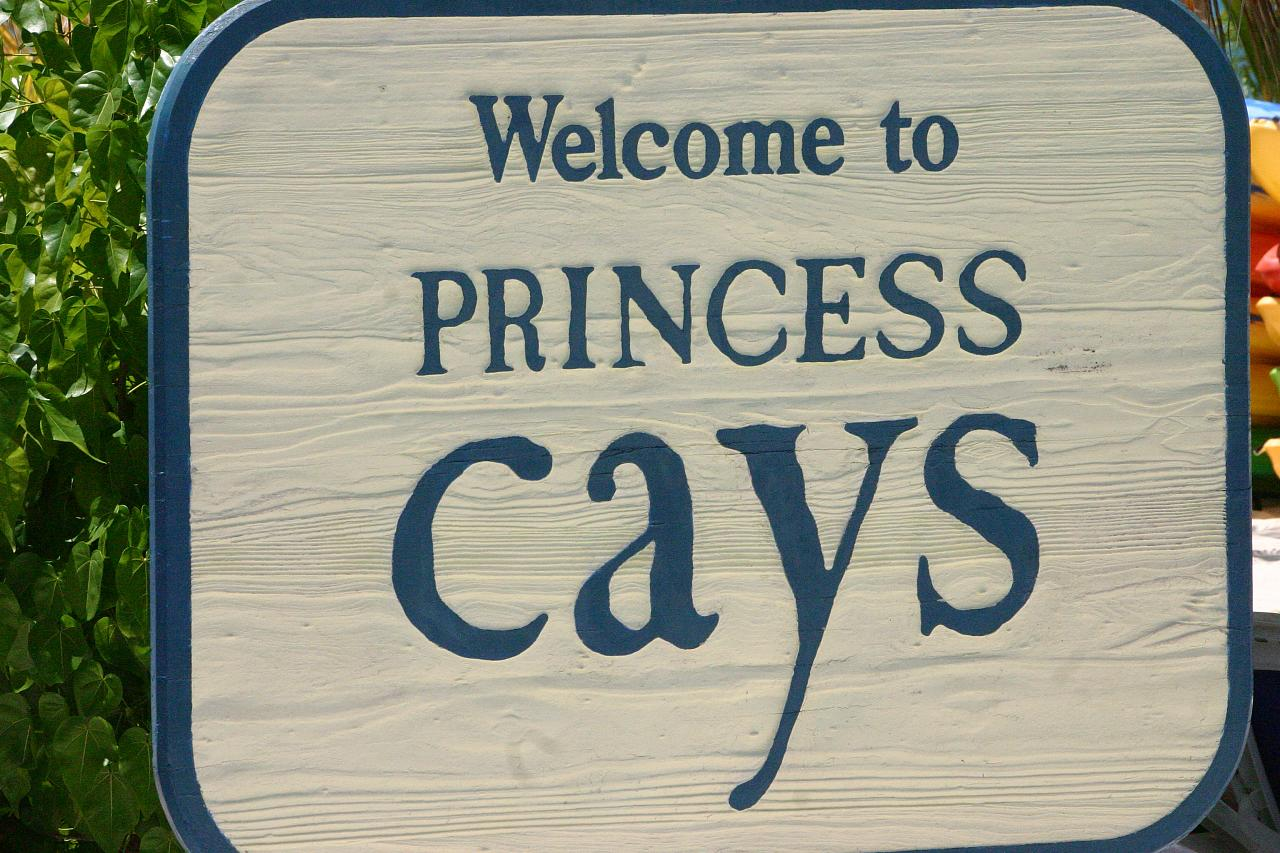